# Juli Sánchez
Julià Sánchez Soto, detto Juli (Andorra la Vella, 20 giugno 1978), è un ex calciatore andorrano, di ruolo attaccante.

## Palmarès

### Club

#### Competizioni nazionali
- Primera Divisió: 6

FC Santa Coloma: 2009-2010, 2010-2011, 2013-2014, 2017-2018, 2018-2019
Inter Escaldes: 2019-2020
- Copa Constitució: 4

FC Santa Coloma: 2008-2009, 2011-2012, 2017-18
Inter Escaldes: 2020
- Supercoppa d'Andorra: 2

FC Santa Coloma: 2008, 2017